# Walter Folger

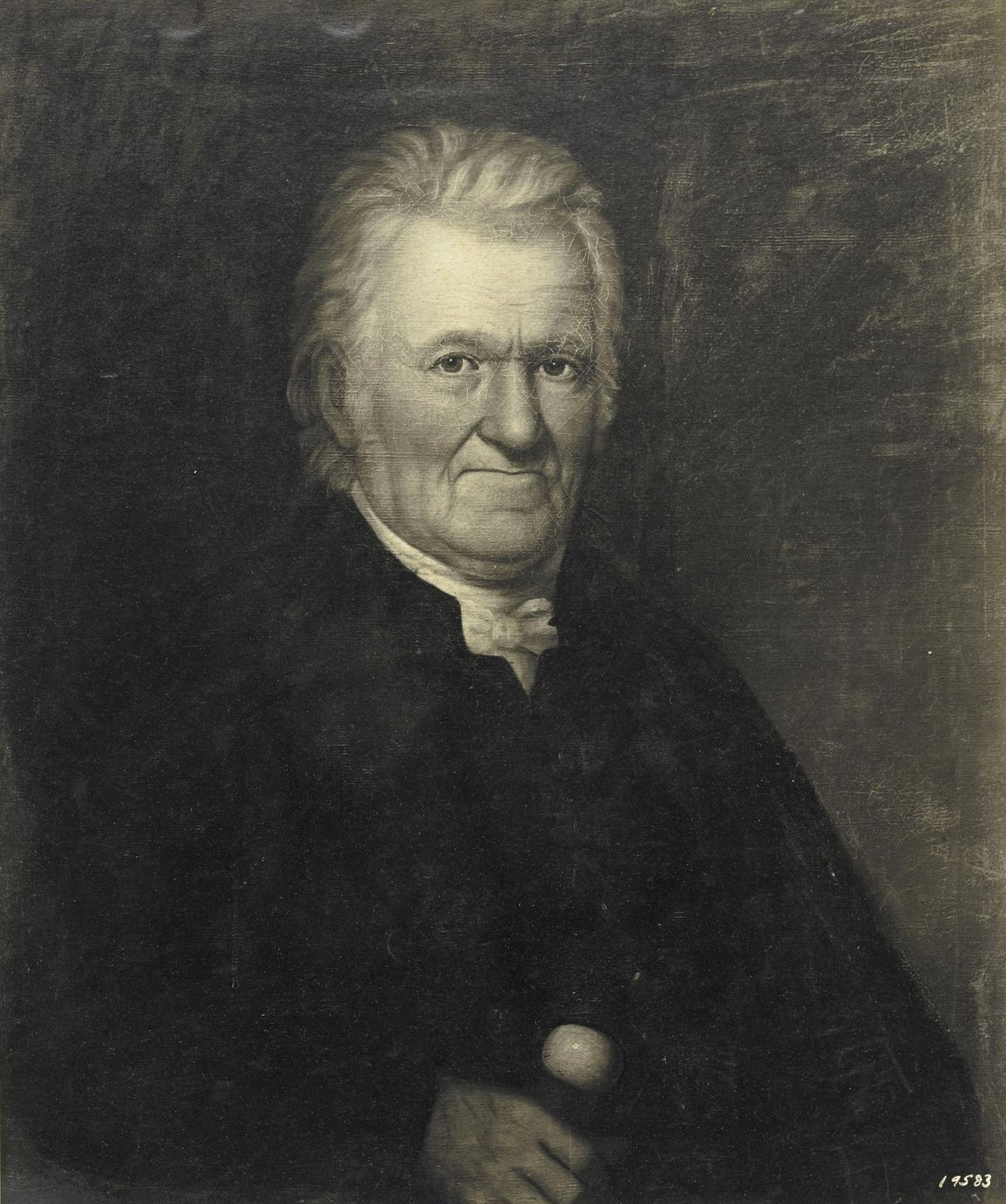
Walter Folger

Walter Folger Jr. (* 12. Juni 1765 in Nantucket, Province of Massachusetts Bay; † 8. September 1849 ebenda) war ein US-amerikanischer Politiker. Zwischen 1817 und 1821 vertrat er den Bundesstaat Massachusetts im US-Repräsentantenhaus.

## Werdegang
Walter Folger besuchte die öffentlichen Schulen seiner Heimat. Nach einem anschließenden Jurastudium und seiner Zulassung als Rechtsanwalt begann er in diesem Beruf zu arbeiten. Gleichzeitig schlug er als Mitglied der Demokratisch-Republikanischen Partei eine politische Laufbahn ein. In den Jahren 1809 bis 1815 gehörte er dem Senat von Massachusetts an.
Bei den Kongresswahlen des Jahres 1816 wurde Folger im neunten Wahlbezirk von Massachusetts in das US-Repräsentantenhaus in Washington, D.C. gewählt, wo er am 4. März 1817 die Nachfolge von John Reed antrat. Nach einer Wiederwahl konnte er bis zum 3. März 1821 zwei Legislaturperioden im Kongress absolvieren. Nach dem Ende seiner Zeit im US-Repräsentantenhaus praktizierte Folger wieder als Anwalt. Im Jahr 1822 saß er nochmals im Staatssenat. Er starb am 8. September 1849 in seiner Heimatgemeinde Nantucket.